# Huacachina
Huacachina je vesnice postavená kolem malé oázy obklopené písečnými dunami. Nachází se v jihozápadním Peru, několik kilometrů od města Ica. Trvale zde žije pouze kolem stovky lidí. Turisty sem přitahuje mj. provozování sandboardingu na dunách svažujících se k oáze. Huacachina je vyobrazena na peruánské bankovce v hodnotě 50 soles. Jezero v oáze vzniklo přirozeným prosakováním podzemních vod. Když začali lidé v okolí budovat studny, voda v jezeře začala ubývat a kvůli udržení turistického ruchu musela být doplňována uměle.